# Кася Камоцкая
Кася Камоцкая (бел. Кася Камоцкая; 22 июня 1964, Минск, Белорусская ССР, СССР) — белорусский музыкант, бард.

## Биография
Родилась в Минске 22 июня 1963 года. Родители: Ада Евгеньевна и Альфред Васильевич. Девичья фамилия: Чалей. Училась в минской школе № 24 с немецким уклоном. Окончила исторический факультет БГУ (1985) и там же аспирантуру по специальности «Научный коммунизм» (1988). По окончании учёбы была распределена в социологическую лабораторию при БГУ, но отработала там недолго. После увольнения из лаборатории работала в журнале «Спадчына», где занималась переводами с польского на белорусский. Автор и ведущий музыкальной передачи «ПраРок» на 8 канале (1994—1995). Во второй половине 1990-х занималась журналистикой, работала на радио «101.2» и «Радио Рация».
В 2000-x Кася Камоцкая занялась документальным кино. Первый фильм увидел свет в 2004 году и был посвящён жизни Василя Быкова. Обычно занимает позиции продюсера, иногда сценариста. На 2014 год сняла семь картин.
Бывшая жена белорусского поэта и музыканта Алеся Камоцкого (разошлись в 1991 году, но официально развелись в 2000 году), от которого родила дочку Касю. Вторым мужем в 2000 году стал режиссёр Виктор Корзун.

## Музыкальная деятельность
Начала заниматься музыкой в конце 1980-х годов, преимущественно исполняя бардовские песни вместе с мужем Алесем Камоцким. Потом Кася Камоцкая стала петь сольно. Ради радиоэфира в 1991 году к ней присоединились другие музыканты. Так зародилась группа «Новае Неба», первоначально выступавшая акустическим составом (две гитары, виолончель и скрипка). Позже были записаны роковые альбомы активно выступающего коллектива. Под маркой «Новае Неба» было выпущено восемь альбомов. Роковый состав коллектива просуществовал до конца 1990-х, в начале 2000-х изредка собирался акустический состав.
Кася Камоцкая выпускала песни и сольно, а также участвовала в записи ряда сборников. Самый известный из совместных проектов «Народны Альбом» (1997).
Белорусские поэты современности (Игорь Бобков, Адам Глобус, Анатолий Сыс, Михаил Анемподистов и другие) писали лирику песен репертуара певицы.

## Дискография

### Новае Неба
- Дзеці чорнага гораду (МС, 1991)
- Сон у трамваі (МС, 1994)
- Go Home! (МС, 1995)
- Мая краіна (МС, 1996)
- Лепшае (CD, 1999)
- Цэпеліны (CD, 1999)

### Кася Камоцкая & Новае Неба
- Акустыка (live-акустика, 2005)[4]
- Лепшае (сборник, 2006)

### Участие в сборниках
- Народны Альбом[тарашк.] (1997)
- Вольныя танцы: слухай сваё[тарашк.] (1999, БМАgroup)
- Вольныя танцы: Новая альтэрнатыва (2000, БМАgroup)
- Сэрца Эўропы in rock[тарашк.] (2001)
- Генералы айчыннага року[тарашк.] (2004)
- Песні свабоды-2[бел.] (2006)
- Прэм’ер Тузін 2006[тарашк.] (2006)
- Belarusian Red Book. Music of Belarus (2008, Германия)

## Награды
«Рок-княжна» на «Рок-коронациях-94» и «-95». В 1996 году отказалась от очередного вручения этой награды. «Лучший автор текстов года» на «Рок-коронации-96». Специальный приз от газеты «Наша Ніва» на Рок-коронации-1998.